# Gustave Max Stevens
Pour les articles homonymes, voir Stevens.
Gustave Max Stevens, né en 1871 à Saint-Josse-ten-Noode et mort en 1946 à Bruxelles, est un peintre belge.

## Biographie

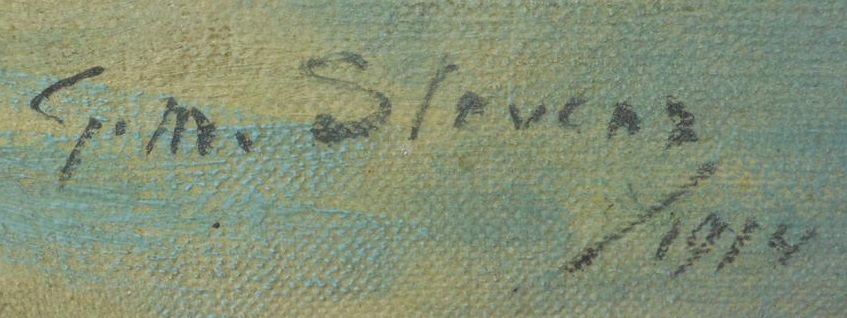
Signature de l'artiste en 1914

Né à Saint-Josse-ten-Noode le 27 février 1871, Gustave Max Stevens est le fils cadet de Jean Stevens, directeur de la prison de Saint-Gilles, et d'Élise Lambot.
Peintre de portraits, de paysages et de natures mortes, Gustave Max Stevens a également pratiqué la lithographie et le pastel. Il est l'élève de Jean-François Portaels à l’école des Beaux-Arts de Bruxelles à partir de 1886 et y reste quatre années en classe de peinture. Il étudie ensuite sous la direction de Fernand Cormon à l’École des beaux-arts de Paris.  
Il co-fonda à Bruxelles en 1893 et présida « Le Sillon », mouvement artistique d'arts visuels. Ce cercle sera à l’origine composé de jeunes artistes de l’Académie Bruxelloise qui voulaient faire contrepoids au néo-impressionnisme. Ils prônent un retour vers la riche tradition de la peinture réaliste flamande en privilégiant les effets de lumières. Ces peintres ont recours à une palette riche et de plus en plus lumineuses et affichent leur préférence pour l'utilisation d'épaisses couches de peinture dont l'application se rapproche plus du couteau à palette que du pinceau. 
En 1894, Gustave Max Stevens épouse Adèle Overloop, dont la mère tient un atelier de couture pour une clientèle huppée rue Fossé-aux-Loups. Si Gustave Max est le cadet de sept enfants, Adèle est fille unique et ne quittera pratiquement jamais ses parents. 
Après leur mariage, Gustave Max Stevens habite avec son épouse et ses beaux-parents au 19, rue Fossé-aux- Loups, à côté de la maison de couture, et il installe son atelier au 11, rue des Douze Apôtres.
En 1900, l'architecte Théo Van Mol (1870-1943) lui construisit une maison bourgeoise avec atelier d’artiste, marquée par l'Art nouveau géométrique, au 51 boulevard de la Cambre à Ixelles.
Gustave Max Stevens exposa au premier Salon d’art idéaliste en 1896 et au Salon des artistes français. Il contribua à la revue française L'Estampe moderne (1897-1899) qui proposait 4 lithographies originales dans chacun de ses numéros. Lors de l’Exposition universelle de Paris en 1900, il remporta une médaille de bronze. 
En 1905, il organise une exposition sur le thème « L'Art et l'Enfant ». Gustave Max Stevens peint à cette époque plusieurs toiles sur le thème de l'enfance et la fragilité de cet état.
Influencé d'abord par le mouvement des préraphaélites anglais, il évolue, à la suite d'un voyage en Algérie et en Tunisie, vers un style plus personnel proche de l'impressionnisme. Il produisit à cette occasion des œuvres orientalistes. 
Il est considéré comme un peintre de l’Art nouveau belge. 

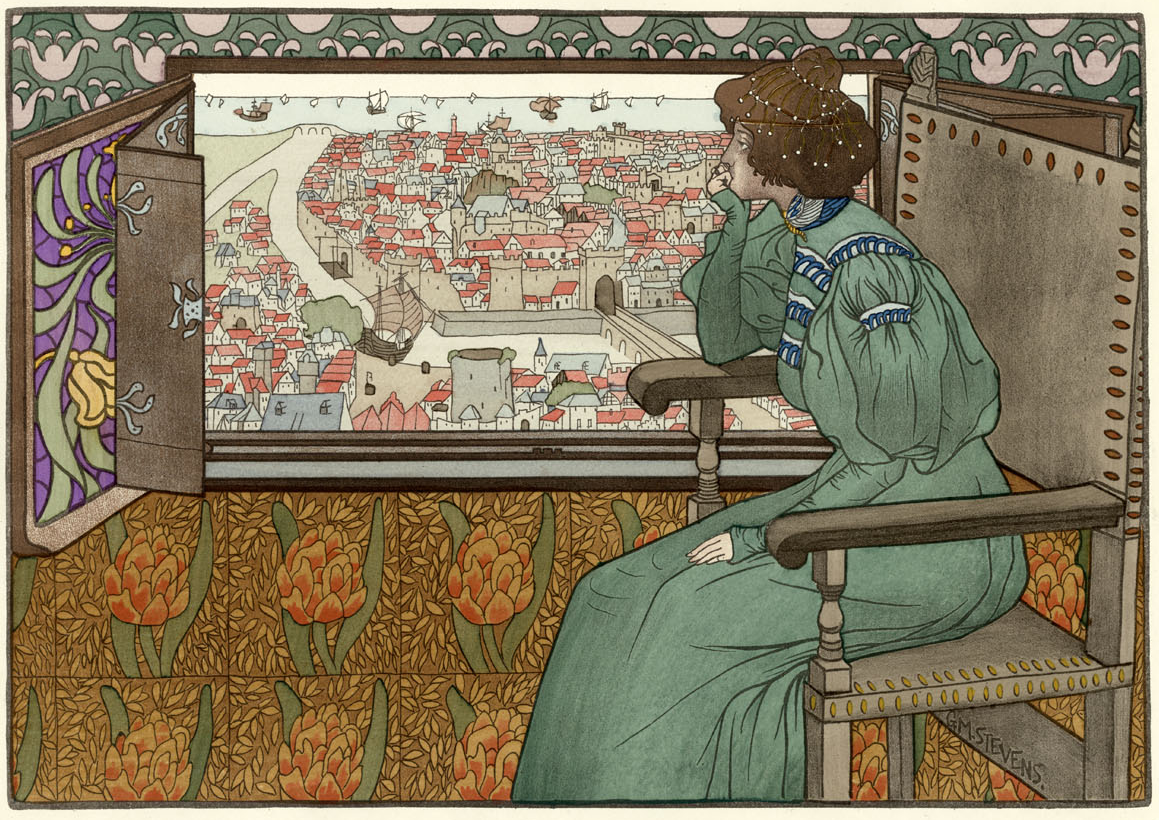
"Solveig" par Gustave Max Stevens (1897)

## Collections
- Musée du Folklore (Anvers)
- Musée Charlier (Bruxelles)
- Musée d’Ixelles (Bruxelles)
- Musées royaux des beaux-arts de Belgique (Bruxelles)